# 宝坻健身公园
宝坻健身公园，又称宝坻体育公园，占地1.3万平方米，位于天津市宝坻区开元路33号，是一处以丰富群众体育活动为目的建造的公园，公园内有两处灯光五人制足球场，两处灯光篮球场，一处羽毛球场，两处乒乓球场，一处健身操舞场地，一处供孩童玩耍地块，五百米环形跑道以及其他健身设施。夏季高峰期，每天人流量达5000人以上。
- 免费开放